# Ruby Tuesday

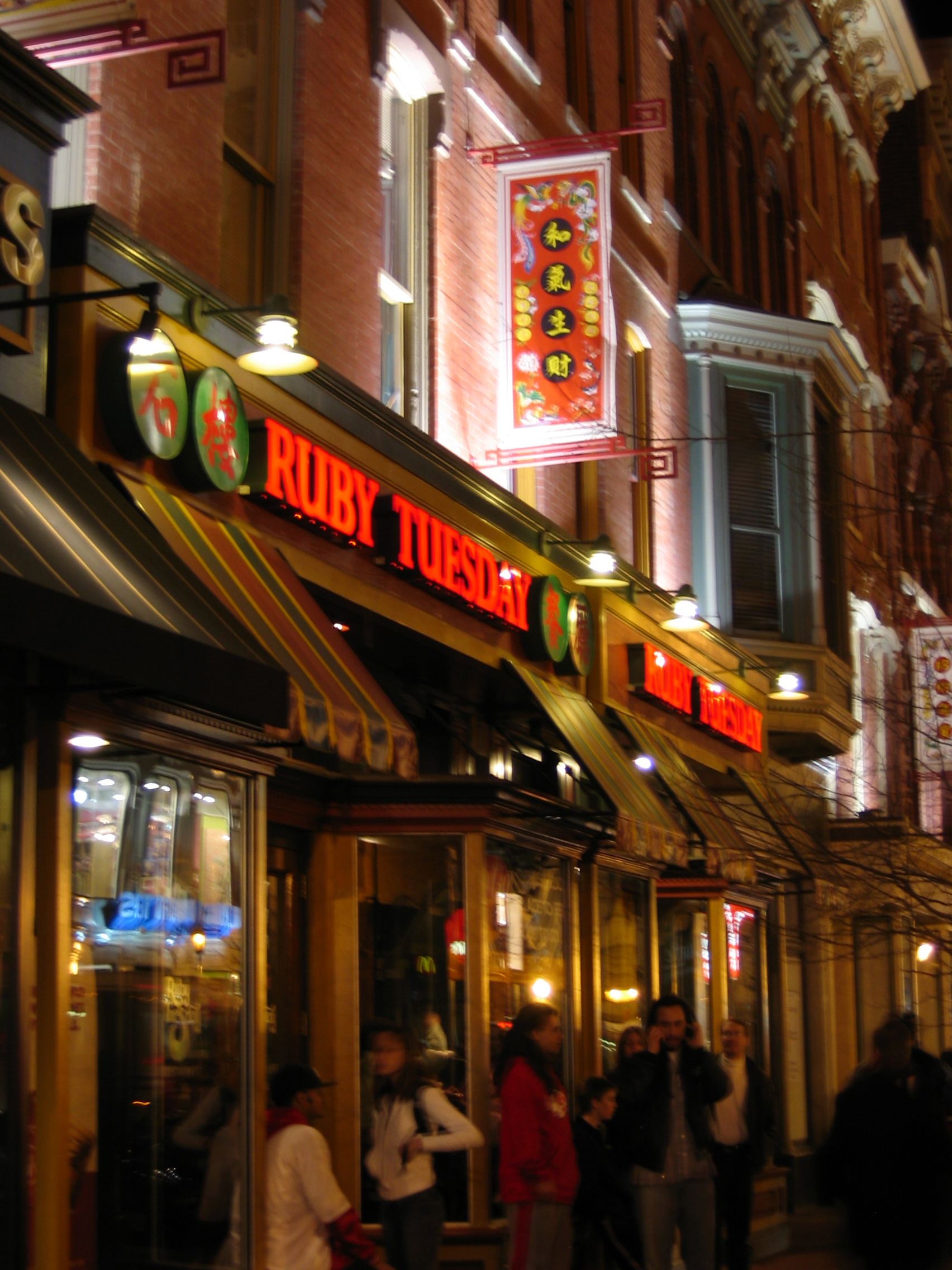
Un restaurant Ruby Tuesday din cartierul chinezesc al orașului Washington, DC

Ruby Tuesday este un lanț de restaurante cu specific american, numit astfel după una dintre melodiile celebrului grup The Rolling Stones. Primul local a fost înființat în 1972 în SUA de către 5 studenți ai Universității Tennessee. În România primul restaurant Ruby Tuesday a fost deschis la București în anul 2002. Meniul localului cuprinde hamburgeri, fripturi, creveți, salate și o gamă largă de dulciuri.